# Seznam augsburských biskupů

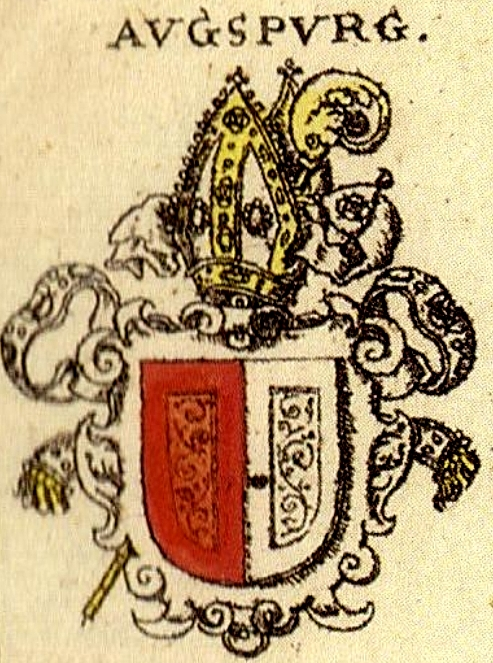
Znak augsburského biskupství v Siebmacherové erbáři z roku 1605

Tento seznam augsburských biskupů zahrnuje biskupy augsburské diecéze. Augsburští biskupové byli až do sekularizace Bavorska současně knížaty-biskupy knížecího biskupství augsburského.
Několik biskupských epitafů je dodnes patrných v augsburské katedrále Navštívení Panny Marie, hlavním chrámu diecéze.

## Seznam augsburských biskupů
| Poř. | biskup                                                               | od             | do   | popisek | obrázek   | znak |
| ---- | -------------------------------------------------------------------- | -------------- | ---- | --- | --------- | ---- |
| 1    | Dionysius                                                            | kolem roku 300 |      | Podle mladší Afrovy legendy údajný strýc Afry Augsburského, tudíž příchod a okamžité biskupské svěcení biskupem Narcissem z Girony, a poté brzké mučednictví, bezprostředně po Afrovi je dle současného stavu bádání považováno za literární fikci z 8. stol. |           |      |
| 2    | Narcissus                                                            | kolem roku 300 |      | nejistý biskup z Girony, dle legendy z 8. století měl přijít do Augsburku v době diokleciánského pronásledování křesťanů sv. Afry a skupiny dalších osob, včetně Dionysia                                                                                     |           |      |
| 3    | Perewelf                                                             |                |      | |           |      |
| 4    | Tagebert                                                             |                |      | |           |      |
| 5    | Manno                                                                |                |      | |           |      |
| 6    | Wicho                                                                |                |      | |           |      |
| 7    | Zeizzo                                                               |                |      | |           |      |
| 8    | Marchmann                                                            |                |      | |           |      |
| 9    | Wikterp                                                              | 738            | 772  | První doložitelný biskup augsburský |           |      |
| 10   | Tozzo                                                                | 772            | 778  | |           |      |
| 11   | svatý Simpert                                                        | 778            | 807  | později biskup neuburský (789–802) |           |      |
| 12   | Hanto                                                                | 807            | 815  | |           |      |
| 13   | Nidker                                                               | 816            | 830  | |           |      |
| 14   | Udalmann                                                             | 830            | 832  | |           |      |
| 15   | Lanto                                                                | 833            | 860  | |           |      |
| 16   | Witgar                                                               | 861            | 887  | |           |      |
| 17   | Adalbero                                                             | 887            | 909  | |           |      |
| 18   | Hiltin                                                               | 909            | 923  | |           |      |
| 19   | Oldřich I.                                                           | 923            | 973  | svatý katolické církve | zentriert |      |
| 20   | Jindřich I.                                                          | 973            | 982  | |           |      |
| 21   | Eticho                                                               | 982            | 988  | |           |      |
| 22   | Liutold                                                              | 988            | 996  | |           |      |
| 23   | Gebehard                                                             | 996            | 1000 | |           |      |
| 24   | Siegfried I.                                                         | 1001           | 1006 | |           |      |
| 25   | Bruno                                                                | 1006           | 1029 | |           |      |
| 26   | Eberhard I.                                                          | 1029           | 1047 | |           |      |
| 27   | Jindřich II.                                                         | 1047           | 1063 | |           |      |
| 28   | Embrico                                                              | 1063           | 1077 | |           |      |
| 29   | Wigolt                                                               | 1077           | 1088 | |           |      |
| 30   | Siegfried II.                                                        | 1088           | 1096 | |           |      |
| 31   | Hermann von Vohburg                                                  | 1096           | 1133 | viz též Rapotovci |           |      |
| 32   | Walter I. von Dillingen                                              | 1133           | 1152 | viz též Dillingen an der Donau |           |      |
| 33   | Konrad von Hirscheck                                                 | 1152           | 1167 | viz též Eichstegen |           |      |
| 34   | Hartvík I. von Lierheim                                              | 1167           | 1184 | viz též Möttingen |           |      |
| 35   | Udalschalk                                                           | 1184           | 1202 | |           |      |
| 36   | Hartvík II.                                                          | 1202           | 1208 | |           |      |
| 37   | Siegfried III. von Rechberg                                          | 1208           | 1227 | viz též Rechbergové |           |      |
| 38   | Siboto von Seefeld                                                   | 1227           | 1247 | viz též Seefeld |           |      |
| 39   | Hartmann von Dillingen                                               | 1248           | 1286 | viz též Dillingen an der Donau |           |      |
| 40   | Siegfried IV. von Algertshausen                                      | 1286           | 1288 | viz též Algertshausen (Aichach) |           |      |
| 41   | Wolfhard von Roth                                                    | 1288           | 1302 | |           |      |
| 42   | Degenhard von Hellenstein                                            | 1303           | 1307 | viz též Hellenstein (zámek) |           |      |
| 43   | Friedrich I. Spät von Faimingen                                      | 1309           | 1331 | viz též Faimingen |           |      |
| 44   | Oldřich II. von Schönegg                                             | 1331           | 1337 | viz též Schönegg |           |      |
| 45   | Jindřich III. von Schönegg                                           | 1337           | 1348 | viz též Schönegg |           |      |
| 46   | Marquard I. von Randeck                                              | 1348           | 1365 | později patriarcha akvilejský (1365–1381) |           |      |
| 47   | Walter II. von Hochschlitz                                           | 1365           | 1369 | |           |      |
| 48   | Johann Schadland                                                     | 1371           | 1372 | |           |      |
| 49   | Burkhard von Ellerbach                                               | 1373           | 1404 | |           |      |
| 50   | Eberhard II. von Kirchberg                                           | 1404           | 1413 | viz též Kirchberg |           |      |
| 51   | Friedrich von Grafeneck                                              | 1413           | 1414 | |           |      |
| 52   | Anselm von Nenningen                                                 | 1414           | 1423 | viz též Lauterstein |           |      |
| 53   | Petr ze Schaumbergu                                                  | 1424           | 1469 | též kardinálem, epitaf ve výzchodním chóru augsburské katedrály |           |      |
| 54   | Johann II. von Werdenberg                                            | 1469           | 1486 | viz též rod Werdenbergů |           |      |
| 55   | Friedrich II. von Zollern                                            | 1486           | 1505 | |           |      |
| 56   | Jindřich IV. von Lichtenau                                           | 1505           | 1517 | viz též Lichtenau |           |      |
| 57   | Christoph von Stadion                                                | 1517           | 1543 | viz též rod Stadionů |           |      |
| 58   | Kardinál Otto Augsburský                                             | 1543           | 1573 | Kardinál seit 1544 též biskup albanský (1562–1570), biskup palestrinský (1570–1573), biskup sabinsný (1570) |           |      |
| 59   | Johann Eglof von Knöringen                                           | 1573           | 1575 | |           |      |
| 60   | Marquard II. vom Berg                                                | 1576           | 1591 | |           |      |
| 61   | Johann Otto von Gemmingen                                            | 1591           | 1598 | |           |      |
| 62   | Jindřich V. von Knöringen                                            | 1599           | 1646 | |           |      |
| 63   | Zikmund František Habsburský                                         | 1646           | 1665 | též biskup gurský (1653–1665), biskup tridentský (1659–1665), arcivévoda tyrolský (1662–1665) |           |      |
| 64   | Johann Christoph von Freyberg                                        | 1666           | 1690 | |           |      |
| 65   | Alexander Sigmund von Pfalz-Neuburský                                | 1690           | 1737 | |           |      |
| 66   | Johann Franz Schenk von Stauffenberg                                 | 1737           | 1740 | též biskup kostnický (1704–1740) |           |      |
| 67   | Joseph Ignaz Philipp von Hessen-Darmstadt                            | 1740           | 1768 | |           |      |
| 68   | Klement Václav Saský                                                 | 1768           | 1812 | též kníže-biskup freisinský (1763–1768), kníže-biskup řezenský (1763–1769), Kurfiřt a arcibiskup trevírský (1768–1803), kníže-opat prümský (1768–1794), kníže-probošt ellwangenský (1787–1803)                                                                |           |      |
| 69   | Franz Friedrich von Sturmfeder                                       | 1812           | 1818 | Generální vikář |           |      |
| 70   | František Karel Josef princ z Hohenlohe-Waldenburgu-Schillingsfürstu | 1818           | 1819 | |           |      |
| 71   | Franz Friedrich von Sturmfeder                                       | 1819           | 1821 | Generální vikář |           |      |
| 72   | Joseph Maria Freiherr von und zu Fraunberg                           | 1821           | 1824 | později arcibiskup bamberský (1824–1842) |           |      |
| 73   | Ignaz Albert von Riegg                                               | 1824           | 1836 | |           |      |
| 74   | Johann Peter von Richarz                                             | 1836           | 1855 | |           |      |
| 75   | Michael von Deinlein                                                 | 1856           | 1858 | později arcibiskup bamberský (1858–1875) |           |      |
| 76   | Pankratius von Dinkel                                                | 1858           | 1894 | |           |      |
| 77   | Petrus von Hötzl                                                     | 1895           | 1902 | |           |      |
| 78   | Maximilian von Lingg                                                 | 1902           | 1930 | |           |      |
| 79   | Joseph Kumpfmüller                                                   | 1930           | 1949 | |           |      |
| 80   | Josef Freundorfer                                                    | 1949           | 1963 | |           |      |
| 81   | Josef Stimpfle                                                       | 1963           | 1992 | později arcibiskup, titul ad personam |           |      |
| 82   | Viktor Josef Dammertz                                                | 1993           | 2004 | O.S.B. |           |      |
| 83   | Walter Mixa                                                          | 2005           | 2010 | předtím biskup eichstättský (1996–2005) |           |      |
| 84   | Konrad Zdarsa                                                        | 2010           |      | předtím biskup zhořelecký (2007–2010) |           |      |